# سانکوویچ

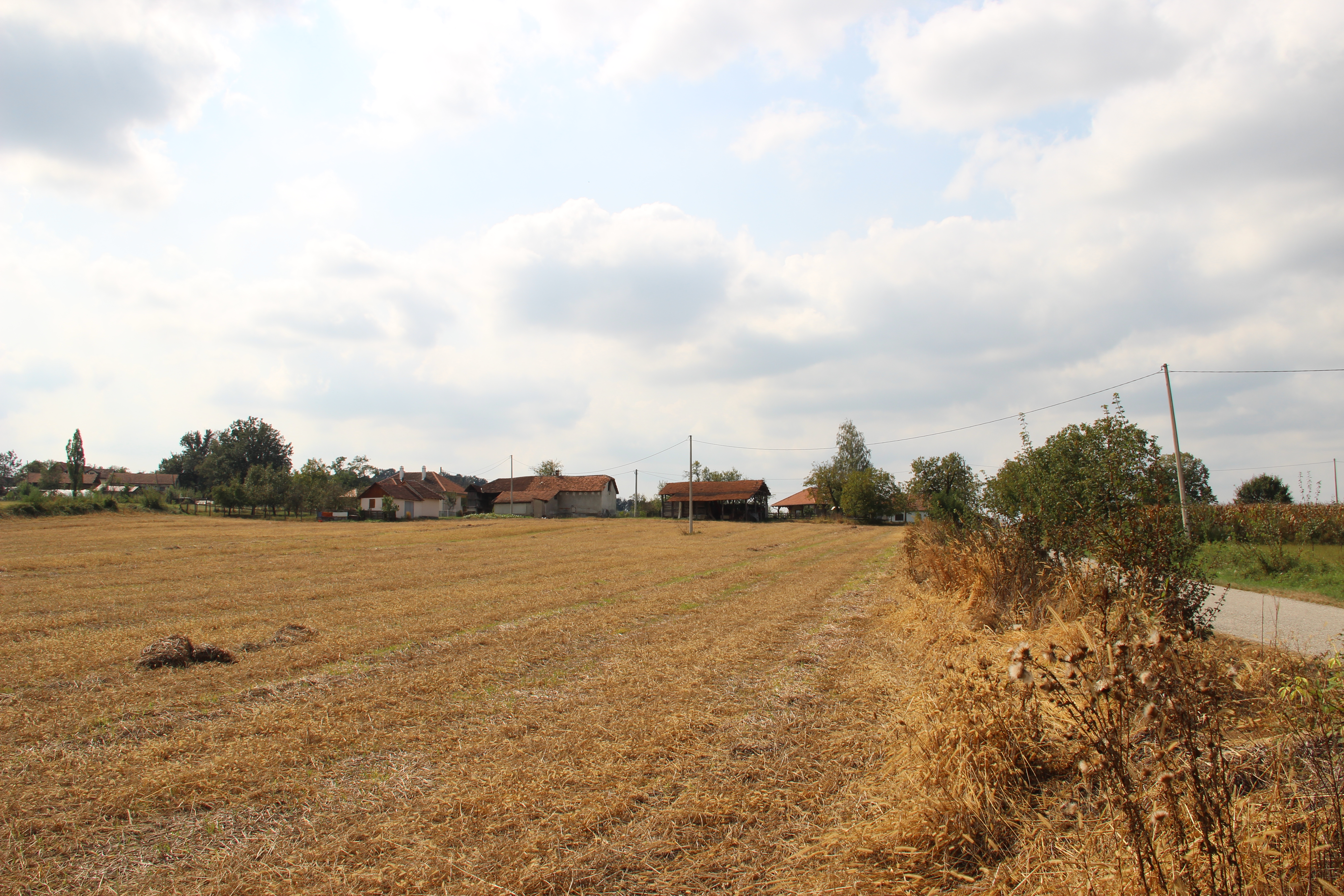
تصویری از سانکوویچ

سانکوویچ (به صربی: Sanković) یک منطقهٔ مسکونی در صربستان است که در میونیتسا واقع شده‌است.